# Ramales de la Victoria
Ramales de la Victoria – gmina w Hiszpanii, w prowincji Kantabria, w Kantabrii, o powierzchni 32,97 km². W 2011 roku gmina liczyła 2788 mieszkańców.